# Tumori dell'orecchio medio
I tumori maligni dell'orecchio medio sono forme tumorali che originano dai tessuti che compongono le strutture dell'orecchio medio.

## Epidemiologia
Queste forme neoplastiche sono estremamente rare e si calcola che colpiscano circa 1 soggetto ogni 1 000 000

## Anatomia patologica
La maggior parte è rappresentata da carcinomi a cellule squamose, seguito poi dai carcinomi basocellulari e dagli adenocarcinomi. Molto più rare sono le neoplasie di origine mesenchimale, tra cui l'osteosarcoma, il condrosarcoma ma anche il rabdomiosarcoma.

## Eziologia
In relazione alla bassa incidenza, non si conoscono fattori di rischio o condizioni di rischio connessi con lo sviluppo di queste neoplasie. L'unico fattore favorente noto è la presenza di flogosi cronica a carico dell'orecchio medio (otite media cronica purulenta, otite media cronica colesteatomatosa).

## Profilo clinico
Le prime fasi sono asintomatiche. La prima manifestazione può essere un'ipoacusia ingravescente che può precedere l'insorgenza della neoplasia in caso di preesistente flogosi cronica. Fenomeni compressivi ed infiltrativi possono provocare intenso dolore; la presenza di ulcerazioni nel contesto della massa tumorale può provocare otorrea purulenta o francamente ematica. La crescita della massa neoplastica può esitare verso l'invasione delle strutture vicinori, con coinvolgimento delle strutture labirintiche o delle strutture nervose, come il nervo faciale.

## Profilo diagnostico
Nelle fasi tardive, il quadro otoscopico può dimostrare la presenza di una massa vegetante e sanguinamente e protrude nel condotto uditivo esterno. L'audiometria tonale liminare descrive un'ipoacusia di tipo trasmissivo o misto unilaterale, a testimonianza del processo espansivo a carico di un solo orecchio. La diagnosi istologica viene posta attraverso biopsia. La risonanza magnetica nucleare con mezzo di contrasto paramagnetico o la TC con mezzo di contrasto iodato possono essere utilizzate per indagare l'estensione del processo neoplastico e in coinvolgimento linfonodale.

## Terapia
Il trattamento è principalmente chirurgico, con exeresi completa della neoplasia e delle strutture infiltrate (petrosectomia). All'exeresi del sito primario deve essere associata l'asportazione dei linfonodi parotidei e latero-cervicali. I trattamenti chemioterapici e radioterapici possono essere associati alla chirurgia, soprattutto quando non è stata possibile l'exeresi completa.

## Prognosi
La prognosi correla con l'estensione della neoplasia. In caso di neoplasia confinata, la sopravvivenza a 5 anni è di circa il 70%. Tuttavia risulta essere del 10% nelle neoplasie estese associate alla presenza di metastasi linfonodali.